# Philip Alexander Munz
Philip Alexander Munz ( 1892 - 1974 ) fue un botánico pteridólogo estadounidense.
Fue Director del Jardín botánico Rancho Santa Ana, Claremont, California; realizando penetrantes estudios de la familia Onagraceae, de la flora de California.

## Algunas publicaciones

### Libros
- philip a. Munz, diane l. Renshaw, phyllis m. Faber. 2004. Introduction to California Desert Wildflowers. Vol. 74 de California Natural History Guides. 2ª edición ilustrada, revisada de Univ. of California Press, 235 pp. ISBN 0520236327 en línea

- --------------------. 2003. Introduction to Shore Wildflowers of California, Oregon, and Washington. Editor Dianne Lake y Phyllis Faber. 245 pp. ISBN 0-520-23639-4

- --------------------. 1974. A Flora of Southern California. Edición ilustrada de Univ. of California Press, 1086 pp. ISBN 0520021460

- --------------------, david d. Keck. 1973. A California Flora: Supplement. Vol. 2. Editor Univ. of California Press, 224 pp. ISBN 0520024052

- --------------------. 1963. California mountain wildflowers. Ed. Cambridge U.P. 122 pp.

- --------------------, david Keck. 1959. A California flora. 1681 pp. ISBN 0-520-00897-9

- --------------------, gualterio Looser. 1934. Las Onagráceas de Chile. Edición reimpresa. 12 pp.

- --------------------. 1933. Las onagráceas de la Argentina ... Edición reimpresa de Imprenta y casa editora "Coni", 26 pp.

- --------------------. 1919. A venational study of the suborder zygoptera (Odonata): With keys for the identification of genera. Memoirs of the American Entomological Society. 78 pp.

## Honores

### Eponimia
Se nombraron unas 43 especies, entre ellas:
- (Alliaceae) Allium munzii (Traub) McNeal 1992
- (Asteraceae) Layia munzii D.D.Keck 1935
- (Boraginaceae) Amsinckia munzii Suksd. 1931
- (Cactaceae) Cereus munzii Parish 1926
- (Cactaceae) Cylindropuntia × munzii (C.B.Wolf) Backeb. 1966
- (Fabaceae) Astragalus munzii L.C.Wheeler
- (Fabaceae) Lupinus munzii Eastw. 1943
- (Iridaceae) Limniris munzii (R.C.Foster) Rodion. 2007

- La abreviatura «Munz» se emplea para indicar a Philip Alexander Munz como autoridad en la descripción y clasificación científica de los vegetales.[2]